# Comuna Serebreanka, Rozdolne
Serebreanka (în ucraineană Серебрянка) este o comună în raionul Rozdolne, Republica Autonomă Crimeea, Ucraina, formată din satele Bahcivka, Cehove, Kaștanivka, Orlivka, Serebreanka (reședința) și Sokolî.

## Demografie
Componența lingvistică a comunei Serebreanka
     Rusă (55,84%)
     Ucraineană (22,21%)
     Tătară crimeeană (19,53%)
     Alte limbi (1,03%)
Conform recensământului din 2001, majoritatea populației comunei Serebreanka era vorbitoare de rusă (55,84%), existând în minoritate și vorbitori de ucraineană (22,21%) și tătară crimeeană (19,53%).